# Prez-vers-Noréaz

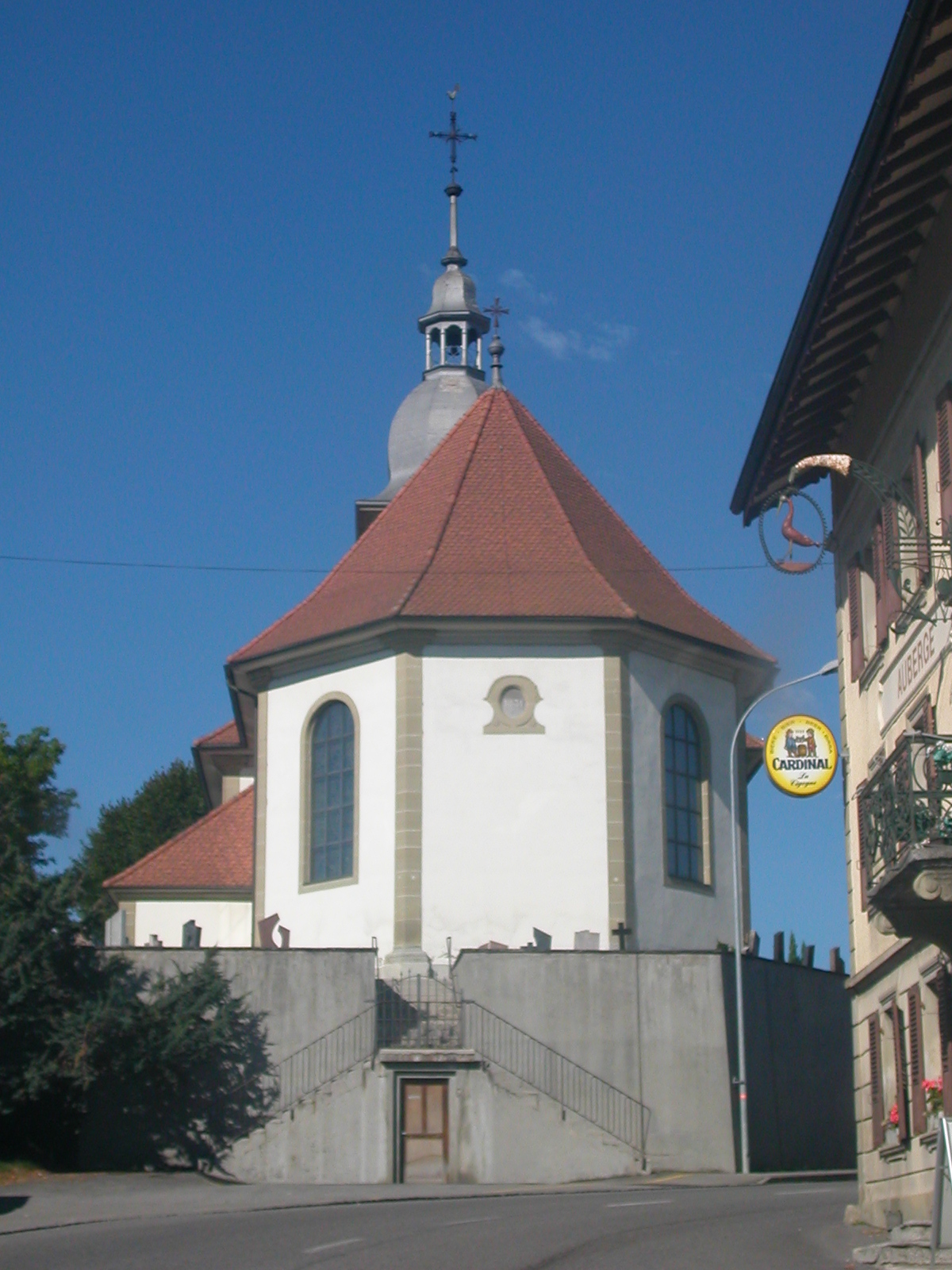
Nhà thờ Prez-vers-Noréaz

Prez-vers-Noréaz là một đô thị trong huyện Sarine thuộc bang Fribourg ở Thụy Sĩ.